# Olifat
Olifat (también conocido como Yelafath, Orofat, Iolofath o Wolphat) fue un dios Trickster en la mitología de Micronesia.

## Historia del mito
Olifat era nieto del dios Anulap, hijo del dios Lugeilan y de la mujer mortal Tarisso. Tarisso era la hija de la diosa pulpo Hit. Cuando la esposa de Lugeleng intentó impedir su unión con Tarisso, Hit bailó tan lascivamente que la mujer se desmayó y tuvo que ser llevada de vuelta al cielo, permitiendo así la concepción de Olifat.
Olifat nació de la cabeza de su madre. Inmediatamente después de su nacimiento, huyó, limpiando la sangre de sí mismo en los troncos de las palmeras y mordiendo su propio cordón umbilical, negándose a ser tocado por manos humanas. Anulap advirtió a la madre de Olifat que nunca le dejara beber de un coco con un pequeño agujero, por temor a que el joven dios descubriera la identidad de su padre. Sin embargo, Olifat encontró un coco así y, inclinando la cabeza hacia atrás para drenar la leche, vio a su padre en el cielo.
Celoso de sus hermanos, creyendo que eran más atractivos que él. Al ver a dos de sus sobrinos jugando con un tiburón, Olifat, por despecho, le dio al tiburón dientes afilados con los que morder las manos de los niños. Su hermana Lugoapup identificó a su hermano como el culpable, con el resultado de que los dioses decidieron llamar a Olifat al cielo, dado que él estaba causando demasiados problemas en la Tierra.
Viajando al cielo para visitar a su padre, Olifat causó el caos para los dioses, volteando sus ollas, manteniéndolos despiertos y seduciendo a sus hijas. Consciente de su animosidad, Olifat fingió su propia muerte trepando a los cimientos de una casa que los dioses estaban construyendo. Cuando los otros dioses clavaron un poste en el agujero en el que se encontraba, Olifat se escondió en una alcoba especialmente excavada y arrojó puñados de hojas masticadas y barro rojo. Los dioses, convencidos de que habían visto brotar las vísceras de Olifat, asumieron que estaba muerto y llenaron el agujero. Sin embargo, Olifat usó la costilla central de una hoja de palma para excavar a través del poste de madera y en las vigas del edificio, donde golpeaba una cáscara de coco y fingió ser un espíritu maligno. Los otros dioses tenían miedo, pero Anulap vio a través del truco de su descendencia y le ordenó que bajara.
Se hicieron muchos intentos para matar a Olifat, pero cada vez escapaba a través de engaños. Por ejemplo, cuando los dioses trataron de ahogarlo en una cesta de pesca, Olifat escapó a una canoa cercana disfrazado, y luego estafó a los otros dioses de su captura de peces. Cuando intentaron quemarlo, Olifat utilizó un rollo de estera de coco para protegerse de las llamas y escapar.
Los otros dioses intentaron entonces matar a Olifat enviándolo a llevar comida al trueno, pero entregando la comida y enfureciendo al trueno con su impudicia, Olifat se escondió en una caña y escapó ileso. Luego lo enviaron a llevar comida a "Fela", un pez depredador. El pez atrapó a Olifat en un anzuelo y finalmente lo mató. El padre de Olifat, sin embargo, encontró a su hijo y lo resucitó; luego golpeó a "Fela" con un garrote y le rompió la mandíbula al pez.

## Poderes atribuidos
Olifat es responsable de numerosos problemas en la vida micronesia, incluyendo el vino agrio, los huevos malos y las infestaciones de termitas. También se dice que es responsable de los dientes del tiburón, la cola de la raya y las espinas del pez escorpión. Sin embargo, se le atribuye la hazaña de traer a la humanidad el secreto del fuego, habiendo empleado a un pájaro para bajar una brasa del sol. También es el creador mitológico del tatuaje.